# Bambino!
Bambino! (яп. バンビーノ! бамбиино, «Бамбино!») — манга о кулинарии авторства Тэцудзи Сэкии. Выходит в мужском журнале манги Big Comic Spirits. В 2008 году она получила ежегодную премию манги издательства Shogakukan в общей категории. В 2007 году вышла одноимённая дорама.

## Сюжет
Провинциальный студент Бан Сёго мечтает стать шеф-поваром. На летние каникулы он приезжает из родной Фукуоки в Токио, чтобы подработать в довольно престижном итальянском ресторане и заодно кое-чему подучиться. Так как он новичок, никакой важной работы ему не доверяют, а остальные работники зовут его «Бамбино» (итал. Bambino «Малыш») из-за его юности и неопытности.
Когда приходит время уезжать, Бан решает, что ещё слишком мало здесь сделал и слишком многому ещё можно здесь научиться. Поэтому он бросает институт, девушку, на которой собирался жениться, и остаётся работать в траттории «Вакханалия». Однако хозяин ресторана почему-то вместо повара или хотя бы помощника повара сделал из него официанта.

## В ролях
- Мацумото Дзюн (яп. 松本潤 Мацумото Дзюн) — Бан Сёго (яп. 伴省吾 Бан Сё:го) (21 год)
- Носэ Карина (яп. 能瀬香里奈 Носэ Карина) — Хибино Асука (яп. 日々野あすか Хибино Асука) (23 года)
- Сато Рюта (яп. 佐藤隆太 Сато Рю:та) — Катори Нодзоми (яп. 香取望) (28 лет)
- Утида Юки (яп. 内田有紀 Утида Юки) — Сисидо Миюки (яп. 宍戸美幸 Сисидо Миюки) (31 год)
- Сасаки Кураносуке (яп. 佐々木蔵之介 Сасаки Кураносукэ) 佐々木蔵之介 — Кувабара Ацуси (яп. 桑原敦 Кувабара Ацуси) (35 лет)
- Китамура Кадзуки (яп. 北村一輝 Китамура Кадзуки) — Ёнаминэ Цукаса (яп. 与那嶺司 Ёнаминэ Цукаса) (35 лет)
- Итимура Масатика (яп. 市村正親 Итимура Масатика) — Сисидо Тэккан (яп. 宍戸鉄幹 Сисидо Тэккан) (55 лет)
- Мукаи Осаму (яп. 向井理 Мукаи Осаму) — Сэноо Масаси (яп. 妹尾雅司 Сэноо Масаси)
- Комацу Аяка (яп. 小松彩夏 Комацу Аяка) — Минагава Кодзуэ (яп. 皆川こずえ Минагава Кодзуэ)
- Ямамото Кэй (яп. 山本圭 Ямамото Кэи) — Эндо Сусуму (яп. 遠藤進 Эндо: Сусуму) (60 лет)
- Фукииси Кадзуэ (яп. 吹石一恵 Фукииси Кадзуэ) — Такахаси Эри (яп. 高橋恵理 Такахаси Эри) (21 год)
- Сасаки Такао (яп. 佐々木崇雄 Сасаки Такао) — Нагаи Хирокадзу (яп. 永井寛和 Нагаи Хирокадзу) (32 года)
- Сато Юсукэ (яп. 佐藤佑介 Сато: Ю:сукэ) — Таканаси Хирота (яп. 高梨宏太 Таканаси Хирота) (21 год)